# The Unholy Trinity
The Unholy Trinity es una película estadounidense de acción western de 2024 escrita por Lee Zachariah, dirigida por Richard Gray y protagonizada por Pierce Brosnan, Samuel L. Jackson y Brandon Lessard.

## Reparto
- Pierce Brosnan como Gabriel Dove[2]
- Samuel L. Jackson como St. Christopher[2]
- Brandon Lessard como Henry[2]
- Ethan Peck como Sam Scarborough[3]
- Q'orianka Kilcher como Running Cub[4]
- Tim Daly como Isaac Broadway[5]
- Veronica Ferres como Sarah[5]
- David Arquette como Padre Jacob[6]
- Gianni Capaldi como Gideon[6]
- Katrina Bowden[6]

## Producción
En octubre de 2023, se anunció que el rodaje tuvo lugar en Montana.  Dado que el rodaje comenzó durante la huelga SAG-AFTRA de 2023, SAG-AFTRA concedió a los cineastas un acuerdo provisional para permitir el rodaje.
La película tuvo su estreno mundial el 12 de octubre de 2024, en el Festival de Cine de Zúrich.
Su estreno en Estados Unidos está previsto para el 13 de junio de 2025.